# Ум ел Кајвејн
Ум ел Кајвејн (арап. أمّ القيوين‎) је један од седам конститутивних емирата Уједињених Арапских Емирата. Површина емирата износи 777 km², што чини 0,9% површине УАЕ. У емирату је према попису из 2008. живело 69.936 становника, односно 1,4% становништва УАЕ. Главни град је Ум ел Кајвејн.